# Spiritual Healing
Spiritual Healing è il terzo album in studio del gruppo musicale Death, pubblicato il 16 febbraio 1990.

## Descrizione
Si tratta del primo album dove Chuck Schuldiner si discosta dai temi di gore e horror dei precedenti lavori e si focalizza maggiormente su argomenti che affliggono la società contemporanea, come aborto, genetica e telepredicazione. Anche le sonorità risultano più melodiche e tecniche, anche grazie al caratteristico stile del chitarrista James Murphy.
Prima della partenza per un tour in Europa Chuck Schuldiner decise di annullare le date per problemi personali, ma, clamorosamente, il bassista Terry Butler e il batterista Bill Andrews si organizzarono con Louie Carrisalez alla voce per avviare il tour senza Schuldiner. Dopo una breve battaglia legale vinta da Schuldiner, questi estromesse entrambi dalla formazione, dovendo trovare dei nuovi musicisti dei Death per il successivo album Human, poi pubblicato a un anno di distanza dall'uscita di Spiritual Healing.
L'album è stato ripubblicato in una nuova versione rimasterizzata nel novembre 2012 dalla Relapse Records, con l'aggiunta di due dischi bonus contenenti, rispettivamente, il concerto del gruppo del marzo 1990 a New Rochelle e diverse tracce strumentali e registrazioni inedite.

## Tracce
Testi e musiche di Chuck Schuldiner, eccetto dove indicato.
1. Living Monstrosity – 5:08
2. Altering the Future – 5:34 (musica: Shuldiner, Butler)
3. Defensive Personalities – 4:45 (musica: Shuldiner, Butler)
4. Within the Mind – 5:34 (musica: Shuldiner, Murphy)
5. Spiritual Healing – 7:44
6. Low Life – 5:23 (musica: Shuldiner, Murphy, Butler)
7. Genetic Reconstruction – 4:52 (musica: Shuldiner, Murphy, Butler)
8. Killing Spree – 4:16 (musica: Shuldiner, Murphy)

## Formazione
- Chuck Schuldiner - voce, chitarra
- James Murphy - chitarra
- Terry Butler - basso
- Bill Andrews - batteria